# Utslættøya
Utslættøya est une île norvégienne du comté de Hordaland appartenant administrativement à Bømlo.

## Description
Rocheuse et désertique à l'exception de sa pointe est, elle s'étend sur environ 1,032 km de longueur pour une largeur approximative de 820 m. Elle compte quatre habitations. 